# Polidor (restaurant)
Pour les articles homonymes, voir Polidor.
Le Polidor est une crèmerie-restaurant située rue Monsieur-le-Prince à Paris 6e, dont la fondation date du début du XIXe siècle. Principalement crèmerie jusqu'à la fin du XIXe siècle, il est devenu restaurant à part entière à partir de 1890, et est à ce titre l’un des plus vieux bistrots parisiens.

## Histoire
Déjà fréquenté au XIXe siècle par des artistes pauvres comme le poète Germain Nouveau, qui vantait la cuisine de l'établissement, le Polidor devint rapidement un lieu incontournable de la société populaire.
Ce restaurant est surtout célèbre pour avoir servi de repaire aux assemblées du Collège de 'Pataphysique à partir de 1948 jusqu'en 1975. Il a ainsi accueilli Ionesco, René Clair, Paul Valéry, Boris Vian, Paul-Émile Victor, mais aussi Jean Jaurès, James Joyce, André Gide, Paul Léautaud, Ernest Hemingway, Coluche ou encore Cabu.

## Architecture
Restaurant ancien, la devanture n'a pas changé depuis le début du XXe siècle. La salle comporte de grandes tables et est décorée de diplômes culinaires, de vieux meubles, de quelques tableaux d'amateurs, ainsi que de citations et d'un sketch de Pierre Dac, La Recette de la sauce aux câpres sans câpres.
La salle du fond, qui accueillit les réunions du Collège de 'Pataphysique, est décorée d'une fresque couvrant pratiquement tous les murs.
La salle du restaurant a servi de décor à une scène du film Minuit à Paris, de Woody Allen (2011). Le personnage de Gil Pender (interprété par Owen Wilson) y rencontre Ernest Hemingway ainsi que Zelda et F. Scott Fitzgerald.